# Обыкновенный олигодон
Обыкновенный олигодон (лат. Oligodon arnensis) — вид змей из семейства ужеобразных.
Общая длина достигает 40—64 см голова имеет овальную форму. Морда затуплена. Особенностью этого олигодона являются острые плоские зубы согнутые в стороны, напоминающие ножи. Туловище цилиндрическое, короткое. Чешуя гладкая.
Спина окрашена в светло-коричневый или зеленовато-коричневый цвет с 19—25 чёрными поперечинами или поперечно расположенными пятнами, которые образуют полосы по бокам. Иногда они имеют кремовые каймы. Брюхо кремового окраса с нечёткими пятнами.
Любит низины, равнины, предгорья, леса, усадьбы, парки. Встречается на высоте до 600—1000 метров над уровнем моря. Практически всю жизнь проводит на земле, иногда заползает на деревья. Активен днём и в сумерках, может выходить на охоту ночью, если идёт дождь. Прячется в листве, в дуплах деревьев. При опасности сворачивается в плотный шар. Питается ящерицами, сцинками, мелкими млекопитающими, яйцами пресмыкающихся и земноводных.
Яйцекладущая змея. Самка откладывает 4—9 удлинённых яиц.
Живёт в Пакистане, Индии, Непале, на острове Шри-Ланка.